# Aladdin (personaggio)
Aladdin è un personaggio immaginario e il protagonista della trilogia di film Disney Aladdin, Il ritorno di Jafar e Aladdin e il re dei ladri, della serie animata omonima e dell'omonimo film live-action. Ladruncolo di Agrabah, ha un'unica compagnia, la sua fidata scimmia Abu, con cui compie una serie di furti per sfamarsi. La sua storia è, però, segnata da un glorioso destino: salvare il Sultano, sposare la principessa Jasmine, sconfiggere il gran visir Jafar, ritrovare suo padre Cassim e sconfiggere anche il feroce Sa'Luk.

## Biografia del personaggio

### Aladdin(1992)
Ladruncolo per le strade di Agrabah, Aladdin si vede spesso minacciato dalle guardie, capeggiate da Razoul, che tentano invano di catturarlo. Per Agrabah, incontra anche una ragazza, che non era altro che la principessa Jasmine, fuggita da palazzo, per vedere il mondo esterno. La scintilla tra i due scatta all'istante. Imprigionato dalle guardie, per ordine del malvagio gran visir Jafar, viene usato da questi, travestito da umile vecchio, per entrare nella Caverna delle Meraviglie. Infatti, con uno strano macchinario, Jafar aveva scoperto che era proprio lui il predestinato, il diamante allo stato grezzo, unico a poter accedere alla caverna. Una volta entrato, Aladdin ha il solo compito di recuperare una vecchia lampada ad olio, da consegnare al finto vecchietto, ma Abu, la sua scimmia, sottrae un rubino e la caverna sprofonda nella sabbia, lasciando Jafar fuori e Aladdin dentro. Grazie all'inaspettato aiuto di un tappeto volante, Aladdin riesce a mettersi in salvo dalla lava bollente, che c'era a protezione della lampada, ma rimane comunque intrappolato nel sottosuolo. Sarà la lampada a salvarlo. Una volta sfregata, ne esce un Genio, che lo trae in salvo e gli dà tre desideri. Aladdin esprime il primo: trasformarsi in principe, per entrare alla corte del Sultano e chiedere la mano della principessa. Detto fatto, Al, così soprannominato dal Genio, diviene il principe Ali Ababua.
Una volta a corte, non saranno gli enormi sfarzi, o l'elefante Abu, a conquistare Jasmine. Sarà, invece, il suo animo nobile e gentile a far sì che lei accetti di sposarlo. Ma, durante l'annuncio del Sultano al popolo, Jafar fa rubare, dal suo pappagallo Iago, la lampada e diviene il nuovo padrone del Genio. Primo desiderio: divenire Sultano; secondo desiderio: potenziare al massimo i suoi poteri di stregone. Il vecchio sovrano e la principessa vengono ridotti in schiavitù, Aladdin viene smascherato dalla sua identità di principe e viene spedito lontano, sulla neve. Ma, grazie al tappeto volante, egli ha la possibilità di tornare ad Agrabah e affrontare nuovamente Jafar. Stanco del ragazzo, che lo deride, perché lui non sarà mai potente quanto il Genio, chiede come terzo desiderio di essere trasformato lui stesso in Genio.
Così, Aladdin ha la meglio, poiché lo rinchiude nella lampada e la getta via nella Caverna delle Meraviglie. Sconfitto Jafar, col suo terzo desiderio, Aladdin libera il Genio. Il Sultano premia la sua generosità e il suo coraggio, nominandolo gran visir e gli concede la mano di Jasmine.

### Il ritorno di Jafar(1994)
Abis Mal, ladruncolo di mezza tacca, nemico di Aladdin, trova la lampada di Jafar, liberandolo dalla sua prigionia. I due, insieme, meditano vendetta. Intanto, Aladdin, al mercato, ritrova Iago, che lo convince della sua redenzione e si fa portare a corte. Qui, però, Aladdin lo mette in una gabbia, perché vuole preparare la fidanzata e il sultano al ritorno di questo traditore. Ma Raja, la tigre di Jasmine, trova Iago e lo insegue per il palazzo, finché il sovrano e Jasmine scoprono la sua presenza. La fiducia del sultano vacilla, nei confronti del suo gran visir, ma il ragazzo si prende Iago sotto la sua completa responsabilità. Per ricucire lo strappo col suocero, Iago convince Aladdin a fare un pic-nic, ed entrambi accettano. In realtà, Jafar ha costretto Iago a tradire i suoi nuovi alleati. Durante il pic-nic, Jafar fa rapire il Sultano dai ladroni di Abis Mal, potenziati dalla magia oscura. Il turbante del Sultano viene fatto ritrovare a palazzo, lacerato dal pugnale di Aladdin. Intanto, Jasmine, il Genio, Abu e il tappeto volante sono stati fatti prigionieri, col sultano. Accusato di tradimento, da una falsa Jasmine, interpretata da Jafar, Aladdin viene condannato a morte e sarà Razoul, che mai ha potuto sopportare il nuovo visir, ad eseguire la decapitazione. Iago, però, salverà la situazione. Libera il Genio, rinchiuso in una sfera, che porta tutti in salvo, sul tetto di una casa. Sul tappeto volante, Aladdin torna a palazzo, dove Abis Mal e Jafar stanno festeggiando la vittoria. Mentre Jafar tenta di convincere Abis Mal a liberarlo, Aladdin tenta di sottrarre la lampada al ladro. Jafar lo scopre ed inizia una dura battaglia. Jafar sta per avere la meglio, vani gli aiuti del Genio, Abu, del tappeto e di Iago. Questi, soprattutto, mentre vola via, con la lampada, viene abbattuto e ferito. Ma, con un ultimo sforzo, getta la lampada nella lava bollente e riesce a distruggerla, e quindi Jafar. Il Genio ricostruisce il palazzo e Iago viene finalmente riabilitato, per il suo eroico gesto. Il Sultano non ha più dubbi sulla lealtà di Aladdin.

### Aladdin(1994-1995)
Nella serie animata degli anni '90, Aladdin si trova ad affrontare molte minacce, sia che queste siano incontrate ad Agrabah o nei suoi viaggi, in giro per il mondo. I suoi nemici principali sono Abis Mal, lo stregone Mozenrath, l'inventore di insetti meccanici Mekanikos e la demone egiziana Mirage.

### Aladdin e il re dei ladri(1996)
Durante la cerimonia delle loro nozze, Aladdin e la principessa Jasmine scoprono di essere il bersaglio di un raid, da parte dei famosi Quaranta Ladroni, guidati da un misterioso uomo, chiamato Cassim. Sebbene Aladdin, Jasmine e i loro amici riescono a fermare con successo l'attacco e rispediscono via i ladri, non riescono ad evitare che il matrimonio sia rovinato. Intenzionato a scoprire il motivo per cui siano arrivati fino ad Agrabah, Aladdin trova uno strano scettro, tra i regali di nozze, che il re dei Quaranta Ladroni ha provato a rubare. Lo scettro contiene un oracolo, capace di vedere nel passato e nel futuro, ma può rispondere soltanto ad una domanda per persona. Sopraffatto dal desiderio di conoscenza verso i suoi antenati, Aladdin chiede all'oracolo di suo padre. L'oracolo risponde che deve seguire la pista lasciata dai Quaranta ladroni, dicendo che il padre di Aladdin è "intrappolato nel loro mondo". Aladdin capisce che è loro prigioniero. Arrivato al loro nascondiglio, scopre che non è un prigioniero, ma il loro capo, Cassim, il re dei Ladri, l'uomo con il quale aveva lottato, durante il matrimonio. Famiglia o no, Aladdin ha oltrepassato il confine del loro territorio e deve essere ucciso. Cassim, tuttavia, suggerisce ad Aladdin di affrontare "la Sfida", un rito di iniziazione, dove deve sconfiggere un altro dei Quaranta Ladroni e prendere il suo posto. Riesce a vincere, contro Sa'Luk, e conquista un posto tra i ladri. È allora che scopre il vero motivo del raid. Cassim ha scoperto l'esistenza della Mano di Mida, un potente artefatto, che può trasformare qualunque cosa venga toccata in oro. Cassim crede che, con la Mano, possa tornare alla sua famiglia. Ha così progettato il piano per poter ottenere l'oracolo, per chiedere una domanda sulla Mano.
Aladdin convince il padre a tornare al palazzo, come suo ospite, e, per un po', è contento di trascorrere del tempo con suo figlio. Il desiderio della Mano è però troppo forte, e finisce per rubare l'oracolo e venire catturato dalle guardie del palazzo. Aladdin aiuta suo padre a fuggire, ma viene riconosciuto dal capitano delle guardie, e viene costretto ad abbandonare la città, con Cassim e Iago. Aladdin, al contrario del padre, decide che sia giusto prendersi le proprie responsabilità e torna indietro, dalla sua Jasmine, mentre Iago e Cassim tornano al covo dei quaranta ladroni, dove scoprono che Sa'Luk è ancora vivo, e che, nel frattempo, è diventato il capo. Con Cassim prigioniero, l'oracolo svela ai ladroni che la mano di Mida si trova sull'isola evanescente, un guscio di tartaruga di mare, che, di tanto in tanto, emerge sempre in un posto diverso. Iago riesce a scappare dal gruppo, e a condurre Aladdin e Jasmine da Cassim. Si riconciliano e raggiungono la Mano, proprio quando la tartaruga sta iniziando a sommergersi. Vengono attaccati da Sa'Luk. Dopo una lotta, tentando di fuggire dall'allagamento dell'edificio, Cassim, onesto e capendo che suo figlio è il suo tesoro, lancia la mano a Sa'Luk, che, non conoscendo la leggenda, diventa d'oro, provocando la sua morte. Alla fine del film, finalmente, Aladdin e Jasmine si sposano, e Cassim accetta il pappagallo Iago come compagno di viaggio e parte nuovamente per il mondo per rifarsi una nuova vita, dal momento che il Sultano lo ha solo esiliato fino a quando non avrà compensato tutti i suoi crimini.

### Aladdin(2019)
È interpretato dall'attore Mena Massoud nell'omonimo remake live action del Classico Disney diretto da Guy Ritchie, in uscita nel 2019. Accanto a lui appaiono Naomi Scott nel ruolo di Jasmine e Will Smith in quelli del Genio.

## Caratterizzazione
Descritto nel primo film come un "diamante allo stato grezzo", Aladdin è un ragazzo allegro, intelligente, coraggioso, buono, generoso e pieno di risorse. La sua intraprendenza consiste nel rubare facilmente cibo per sé stesso e Abu, ma spesso aiuta altri personaggi meno fortunati e rimprovera Abu nel caso prende più del necessario. La semplice educazione di Aladdin gli ha insegnato ad amare tutto ciò che ha. La sua preoccupazione per gli altri ha contribuito a riunirlo con suo padre e incontrare Jasmine; questo funziona contro di lui nelle occasioni in cui aiuta personaggi come Iago e suo padre, costringendolo a ingannare Jasmine e le guardie del palazzo.
Aladdin non è privo di difetti. Mentre corteggia Jasmine nei panni del principe Alì, mente costantemente sulla sua vera identità, sentendo che Jasmine non lo accetterebbe come era. Inizialmente ha recitato con arroganza ma ha capito che questa esibizione non piaceva a Jasmine. Tuttavia, Aladdin ha dimostrato la capacità di imparare dai suoi errori e fa tutto il possibile per rimediare.

## Concezione e sviluppo
Uno dei primi problemi che gli animatori hanno affrontato durante la produzione di Aladdin è stata la rappresentazione dello stesso protagonista. Il regista e produttore John Musker ha spiegato: "Nelle prime fasi, era un po' più giovane, ed aveva una madre. [...] È poi diventato più atletico, più come un giovane protagonista". Inizialmente aveva appena 13 anni, ma alla fine la sua età è stata cambiata in 18.
L'animatore Glen Keane si è ispirato ad idoli degli adolescenti e ad attori cinematografici per costruire il fisico del personaggio. L'ispirazione principale per il suo aspetto era originariamente Michael J. Fox in Ritorno al futuro, ma in seguito è diventata Tom Cruise. I pantaloni larghi di Aladdin sono stati basati sullo stile del rapper MC Hammer. Inoltre, alcuni hanno affermato che questa concezione del personaggio lo ha reso quasi troppo contemporaneo per l'ambientazione del film.

## Altri media
- Aladin - Il musical (2010), di Stefano D'Orazio